# Nico Robin
Nico Robin (ニコ・ロビン, Niko Robin), també anomenada "Nena endimoniada" i "Miss Diumenge", és un personatge de One Piece creat per Eiichiro Oda. El personatge va aparèixer per primer cop al capítol 114è de la sèrie, que va ser publicar per primer al Japó a la revista Shūkan Shōnen Jump de Shūeisha el 22 de novembre de 1999.
A la sèrie, Robin és presentat com una antagonista, però finalment es converteix en el setè membre de la tripulació dels Pirates del Barret de Palla, capitanejats per Monkey D. Ruffy. Actuant com a arqueòloga i historiadora del grup, Robin va menjar la fruita del diable que posseeix el poder de la fruita flor-flor, que li permet fer germinar rèpliques de les seves extremitats, i més tard de tot el seu cos, des de qualsevol superfície. Com a únic supervivent de l'illa d'Ohara, Robin és l'única persona viva coneguda al món d'One Piece amb la capacitat de llegir les antigues pedres anomenades Poneglyphs, una cosa considerada amenaçadora pel Govern Mundial, que en prohibeix la pràctica.
Robin s'ha convertit en extremadament popular i un personatge destacat en el fandom de l'anime i el manga. També ha aparegut en diverses adaptacions basades en el manga, inclosa la sèrie de televisió d'anime en la qual és interpretada per Yuriko Yamaguchi i Anzu Nagai quan era petita en l'idioma original japonès. En català ha estat doblat per Montse Puga i Anna Maria Camps com a nena. També s'ha convertit en un tema popular del cosplay, provocant una tendència al Japó on les dones intenten replicar els seus vestits emblemàtics.

## Concepte i creació

Uma Thurman al cartell Pulp Fiction, el personatge de Mia Wallace que interpretava va inspirar el disseny de la Robin.

El personatge de Nico Robin va ser creat pel mangaka Eiichiro Oda, l'autor de la sèrie de manga One Piece, i va fer la seva primera aparició en el seu capítol 114, titulat "The Course", que es va publicar per primera vegada a la revista Shūkan Shōnen Jump de l'editorial Shūeisha  el 22 de novembre de 1999. Com a fan del director de cinema Quentin Tarantino, Oda va afirmar que va utilitzar com a font d'inspiració per al disseny de Robin el personatge de Mia Wallace, interpretada per Uma Thurman a Pulp Fiction (1994), una de les pel·lícules més famoses de Tarantino. Segons Oda, Robin té el seu aniversari el 6 de febrer i fa fa uns 188 cm d'alçada. Quan un fan li va preguntar quines nacionalitats serien els membres dels Pirates del Barret de Palla si One Piece es desenvolupés al món real, l'Oda va respondre que la Robin seria rusa. Robin va ser una incorporació posterior a la història i Robin i Franky són els únics membres de la tripulació que no van aparèixer a l'art conceptual original dels barrets de palla. Tanmateix, hi havia un membre masculí que era botànic, cosa que pot al·ludir al poder de la fruita del diable de la Robin.
Nico Robin, un personatge de "One Piece", és de la raça Oharan. És l'única supervivent de la destrucció de l'illa Ohara, coneguda pels seus erudits. Al món de "One Piece", les races poden variar molt, i els oharans eren coneguts pel seu coneixement i experiència en arqueologia.

### Habilitats
La Robin va menjar la fruita flor-flor (Hana Hana no Mi), una fruita del diable de tipus Paramècia que li permet fer germinar duplicats de qualsevol de les parts del seu cos des de qualsevol superfície dins del seu abast. El nombre de duplicats que pot crear sembla ser il·limitat, sempre que estiguin dins de l'abast. Normalment, quan fa servir els seus poders, creua els braços i fa una "X" al pit, tot i que està demostrat que no necessàriament necessita fer-ho per utilitzar les seves habilitats.
Pot fer brotar les seves parts duplicades del cos del seu propi cos, superfícies inanimades i fins i tot dels cossos d'altres persones. També pot fer germinar parts duplicades del cos a sobre d'altres parts duplicades del cos. Manté el control total de les seves extremitats duplicades i pot percebre vistes i sons de forma remota a través d'ulls i orelles duplicades.
La Robin pot crear clons sencers d'ella mateixa i fins i tot fer germinar extremitats de mida gegant.

## Aparicions

### AOne Piece
En ser criada a Ohara, llar de la biblioteca més antiga i més gran del món, la Nico Robin es converteix en arqueòlega als vuit anys. En algun moment obté el poder de la fruita flor-flor de tipus Paramècia, que li permet tenir còpies temporals de parts del seu cos, inclosos els ulls i les orelles, que surten a les superfícies properes a ella. A esquenes dels seus professors, adquireix d'ells el coneixement il·legal de com traduir les antigues pedres anomenades Poneglyphs, que estan escampades pel món. Ella ve a compartir el seu objectiu de trobar el Rio Poneglyph, que es diu que explica la història perduda del món. Tanmateix, el Govern Mundial s'assabenta d'aquests esforços i envia una flota de batalla per aturar-los. Només la Robin escapa del devastador atac que es cobra la vida de tota la població de l'illa, inclosa la de la seva mare, Nico Olvia.
Donat l'epítet "Nena Endimoniada" pel Govern Mundial, traumatizada, i amb una recompensa al cap, la Robin viu una vida fugint, sense poder confiar en ningú. Per sobreviure, coopera amb diversos pirates i altres proscrits. Finalment s'uneix al grup de la Banda Baroque Works de Sir Crocodile, utilitzant el nom en clau de Miss Diumenge i esdevé la seva vicepresidenta. Després que la Banda Baroque es desfaci, sense cap altre lloc on anar, acompanya els Pirates del Barret de Palla i se'ls estima tant que es lliura al Govern per salvar-los. Després de descobrir la seva veritable raó per marxar, els Pirates del Barret de Palla declaren la guerra oberta al Govern per recuperar-la. S'adona que finalment ha trobat gent que mai la vendran i passa a formar part de la tripulació.
Dos anys més tard, Robin perfecciona encara més els seus poders de la fruita flor-flor fins al punt que pot crear un duplicat amb cos i fins i tot unes ales compostes completament de braços i mans que li permeten volar. Després que la Robin fos capturada sense èxit a Wano per CP0, l'agència d'intel·ligència directa del Govern després que una altra organització de Cipher Pol CP9 ja no l'hagués executat dos anys abans, la seva recompensa va augmentar a més de set vegades la seva recompensa anterior, des de 130.000.000 a 930.000.000.
A l'adaptació de la sèrie de televisió d'anime del manga, l'actriu de veu de Robin és Yuriko Yamaguchi. En català ha estat doblat per Montse Puga i Ana Maria Camps com a nena. A més de l'anime, Robin apareix en moltes de les adaptacions basades en la franquícia de mitjans de One Piece, incloses pel·lícules, videojocs, i altres. Emiya Ichikawa II va actuar com a Robin en una obra de kabuki inspirada en One Piece que es va presentar al Shinbashi Enbujō de Tòquio durant l'octubre i novembre de 2015. Robin també ha aparegut com un personatge jugable als jocs de lluita encreuada Jump Super Stars i Jump Ultimate Stars. Robin serà interpretat per Lera Abova en l'adaptació en imatge real.

## Recepció

### Popularitat

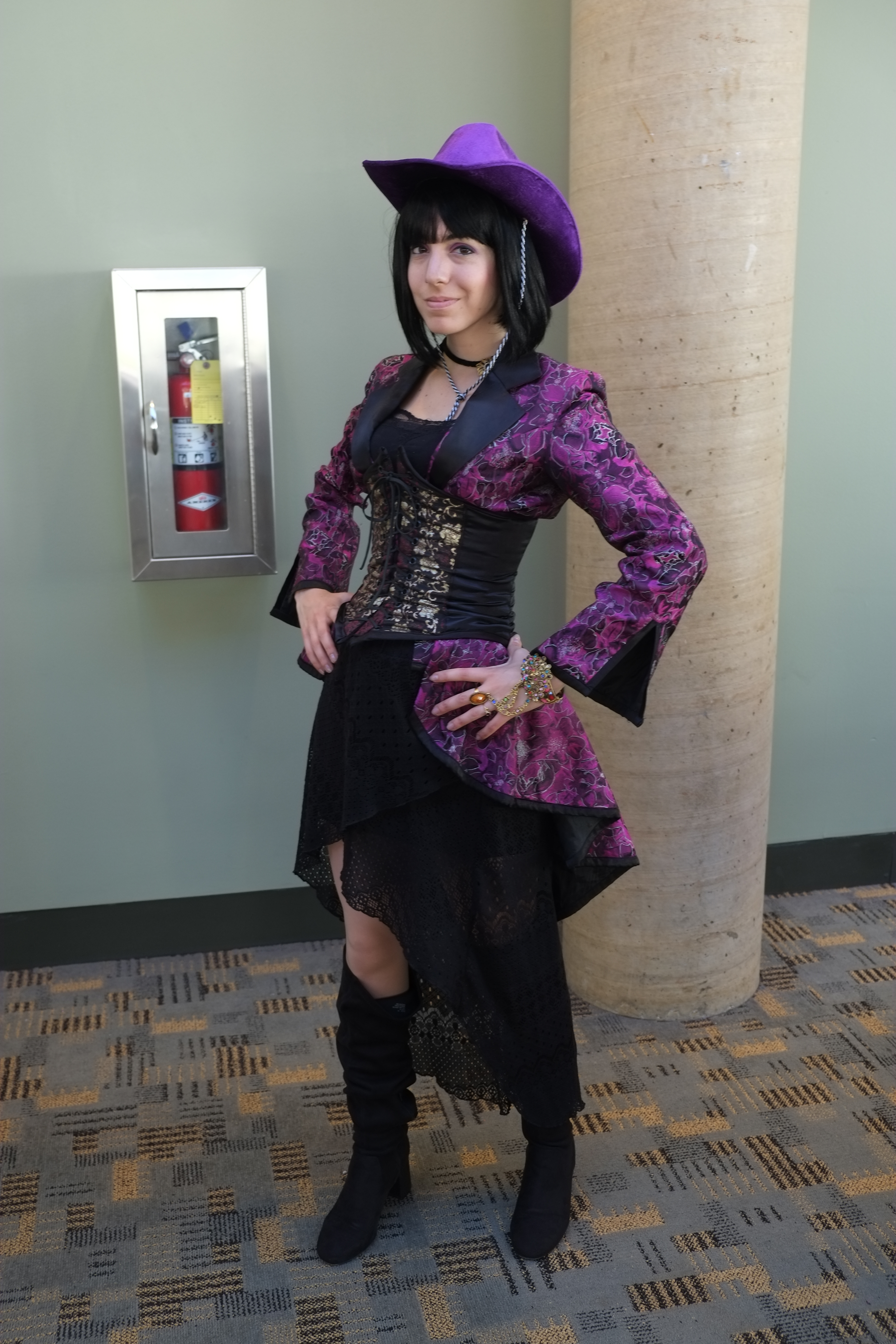
Cosplayer de Nico Robin

Nico Robin és un dels personatges més populars de la sèrie One Piece. Nico Robin s'ha guanyat el seu lloc entre el públic de l'anime per moltes raons. Des del seu debut, s'ha convertit en un tema popular del cosplay, provocant una tendència en què les lectores fans de la sèrie intenten replicar els diferents aspectes icònics del personatge que s'han mostrat al llarg dels anys. El 2013, el lloc web Tokyo Otaku Mode va fer una enquesta preguntant als fans de l'anime i el manga a través de Facebook amb quins personatges voldrien tenir una cita; la Robin es va classificar en 2n lloc. El 2014, Goo Ranking va realitzar una enquesta entre els clients de NTT preguntant pels seus personatges d'anime de cabell negre femenins i masculins preferits, amb Robin ocupant el sisè lloc entre les 15 dones més importants.
El 9 d'octubre de 2021 es va inaugurar a Kumamoto una estàtua de bronze que representa la Nico Robin; l'estàtua forma part d'una sèrie que representa els membres de la tripulació del Barret de Palla, dissenyada com a agraïment a l'autor pel suport donat després del terratrèmol del 2016.

### Resposta crítica
En una ressenya de One Piece, Rebecca Silverman d'Anime News Network (ANN) va dir que Robin "s'ho mira tot amb una distància tranquil·la i divertida", alhora que va assenyalar com el magatzem de coneixements de Robin "està creixent constantment i comença a posar les coses al seu lloc". En revisar l'episodi 278 de l'anime, Sam Leach d'ANN va comentar que la "gran escena 'Vull viure!' de la Robin! és un dels moments més catàrtics que mai trobareu en ficció".
Sean Cubillas de Screen Rant va escriure: "Basant-se només en l'estètica, Nico Robin és una de les preferides dels fans pel seu disseny i actitud fosca i misteriosa. La seva història d'origen la va catapultar fins a un estat de llegenda, ja que va fer plorar tothom i va ampliar l'abast de la sèrie i sentit de la política. No va trigar molt a que la sèrie la immortalitzés realment". En un altre article, Cubillas va afirmar: "Nico Robin, a primera vista, és clarament un dels personatges més atrevits del grup. Té una mirada aguda moltes vegades i sovint té un comportament misteriós. La seva introducció a la sèrie com a assassina d'elit i vicepresidenta d'una organització clandestina, probablement no la va ajudat. Només perquè sigui més simpàtica, no vol dir que no tingui la mateixa imaginació fosca cada vegada que passa alguna cosa perillosa o misteriosa a la tripulació, la Nico Robin sempre presenta un escenari més fosc que augmenta encara més la tensió a tothom.